# Маркова (деревня, Польша)
Маркова (пол. Markowa) — деревня в Ланьцутском повяте Подкарпатского воеводства Польши. Административный центр
гмины Маркова. Расположена на юго-востоке страны, в 22 км от города Ланьцут.

## История
В годы Второй мировой войны некоторые жители деревни, рискуя жизнью, укрывали в своих домах евреев от немецких оккупационных властей. До войны в деревне проживало 25 еврейских семей общей численностью около 150 человек. Спасти от Холокоста удалось 17 евреев. Семеро членов семьи Вельц прятались в амбаре Дороты и Антона Шиларов. Семью Якоба Айнхорна укрыли Ян и Вероника Пшибылак, а семью Якоба Лорбенфельда — Михал Бар. Наконец, двух девочек Ризенбах сначала прятал Станислав Килар, а затем они воссоединились с остальными тремя членами своей семьи, укрывшимися на чердаке Юлии и Юзефа Баров.

### Семья Ульма

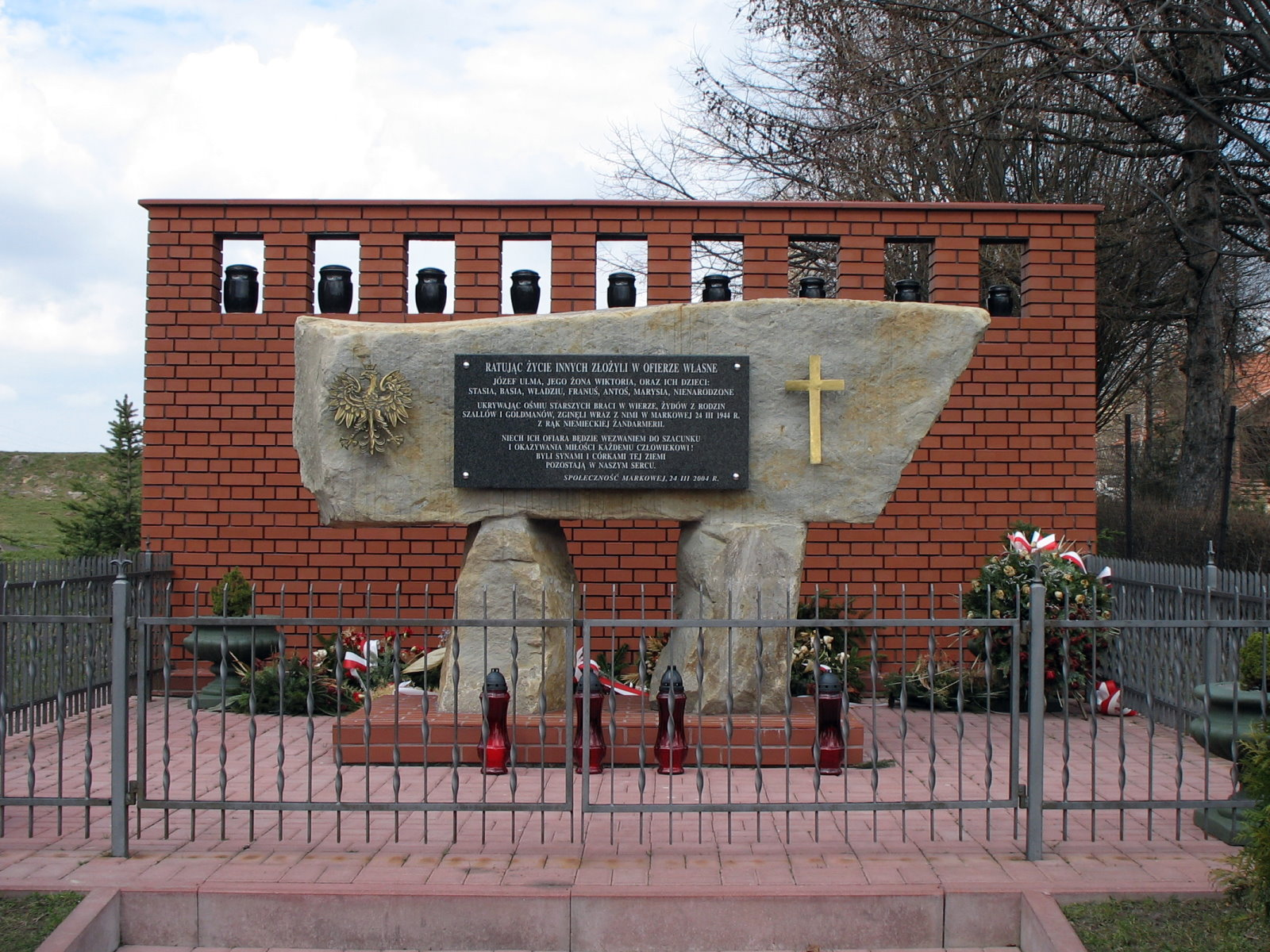
Мемориал в честь семьи Ульма

24 марта 1944 года немецкий патруль прибыл по доносу в дом фермера-католика Юзефа Ульмы и обнаружил восемь укрывавшихся там евреев — пятерых членов семьи Холь из Ланцута и сестёр Гольдман с ребёнком. Евреи были немедленно расстреляны, после чего немцы расправились с семьёй Ульма. Сначала на глазах родителей были убиты все шестеро их детей (в возрасте одного года до восьми лет): Антон, Барбара, Франсишек, Марыся, Станислава и Владислав, после чего каратели застрели Юзефа Ульму и его жену Викторию, находившуюся на последнем месяце беременности. Трупы евреев и поляков были захоронены в общей яме на заднем дворе дома. Немцам семью Ульма выдали местный полицейский Влодзимеж Лесь
В 1995 году израильским институтом Яд Вашем по увековечиванию памяти жертв Холокоста семье Ульма было присвоено звание «Праведников мира», которого удостаиваются люди, спасавшие евреев в годы Второй мировой войны. К 60-й годовщине трагедии в деревне Маркова был воздвигнут мемориал, а католическая община Польши инициировала процесс по канонизации членов семьи Ульма.

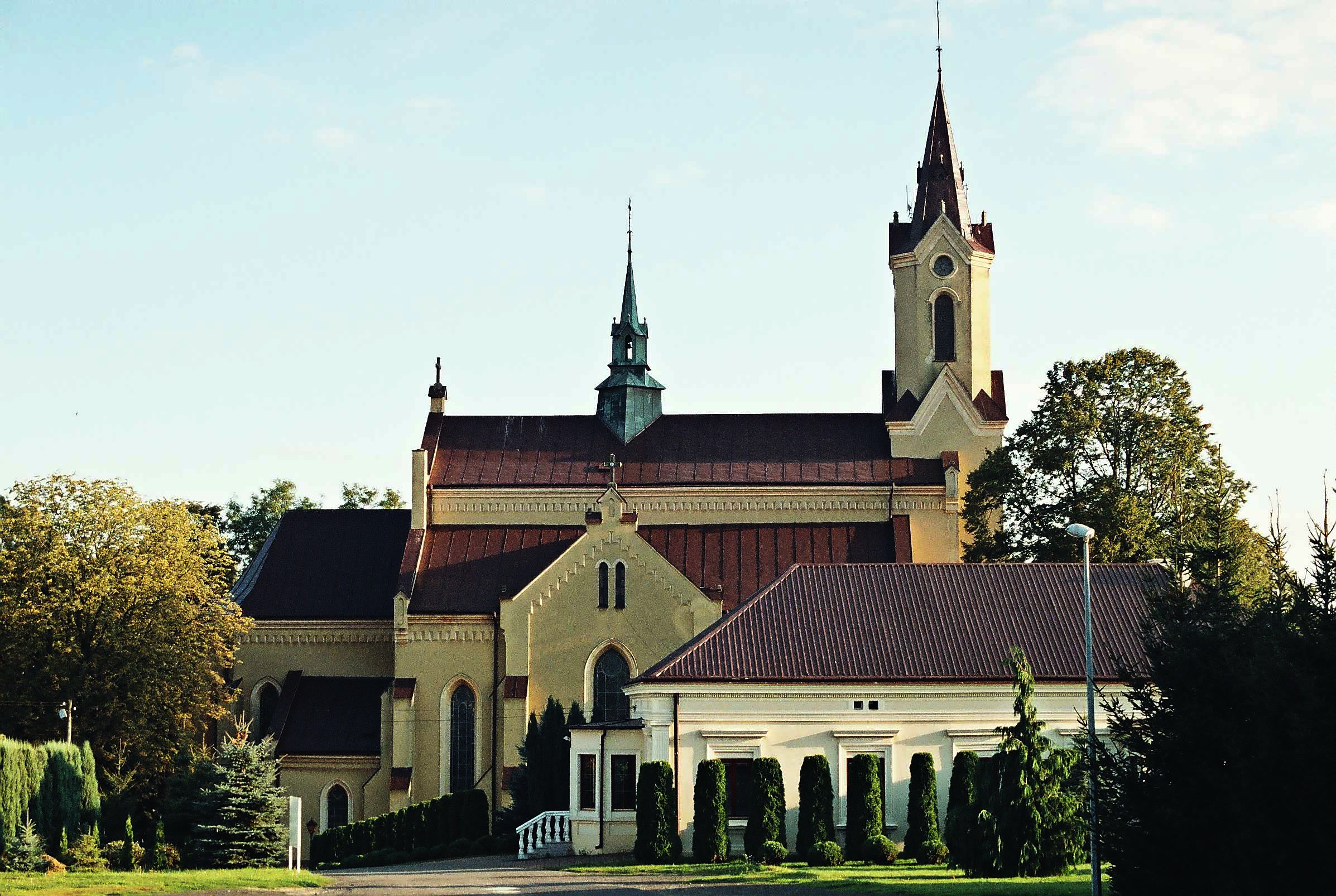
Костёл в д. Маркова